# Clark S. Larsen
Clark Spencer Larsen (* 10. April 1952 in Omaha, Nebraska) ist ein US-amerikanischer Verhaltensforscher und Anthropologe (Bioarchäologie) an der Ohio State University.

## Leben und Wirken
Larsen wuchs in Beatrice, Nebraska, auf. Er erwarb 1974 an der Kansas State University einen Bachelor in Anthropologie, 1975 an der University of Michigan einen Master und 1980 einen Ph.D. in Biologischer Anthropologie. Als Postdoktorand arbeitete er an der Smithsonian Institution, bevor er Teil des Lehrkörpers der University of Massachusetts Dartmouth wurde. Weitere akademische Stationen waren die Northern Illinois University (1983–89), Purdue University (1989–93), University of North Carolina at Chapel Hill (1993–2001) und die University of California, Berkeley (Gastprofessur, 1999). Seit 2001 hat Larsen den Lehrstuhl für Anthropologie an der Ohio State University inne. Seit 1980 forscht er zusätzlich am American Museum of Natural History.
Clark S. Larsen befasst sich mit Gesundheit und Lebensstil der Menschheit in den letzten 10.000 Jahren, während sich Menschen von Jägern und Sammlern zu Ackerbauern und Viehhaltern entwickelten. Hierbei untersucht er Skelettfunde und andere archäologische Befunde aus verschiedenen Regionen der bewohnten Welt auf Hinweise auf die Zusammensetzung der Ernährung, auf die Lebensqualität und auf die Gesundheit der Menschen. Insbesondere interessieren ihn bestimmte Krankheiten, darunter Infektionskrankheiten, die von Sesshaftigkeit und erhöhter Bevölkerungsdichte profitierten.
Larsen hat laut Datenbank Scopus einen h-Index von 34, laut Google Scholar einen von 62 (jeweils Stand Dezember 2023). Er war von 1999 bis 2001 Präsident der American Association of Physical Anthropologists und von 2001 bis 2007 Herausgeber des American Journal of Physical Anthropology. Sein Lehrbuch Our Origins: Discovering Biological Anthropology erschien 2019 in fünfter Auflage. 2006 wurde er als Fellow in die American Association for the Advancement of Science gewählt, 2016 als Mitglied in die National Academy of Sciences, 2020 als Mitglied in die American Academy of Arts and Sciences.